# Khedrup Gyatso
Khedrup Gyatso hay phiên âm theo Hán Việt là Khải-châu Gia-mục-thố (sinh ngày 1 tháng 11 năm 1838 – mất ngày 31 tháng 1 năm 1856) là Đạt-lại Lạt-ma thứ 11 của Tây Tạng.
Ông được công nhận là hóa thân thứ 11 của Đạt-lai Lạt-ma vào năm 1840, ông xuất thân từ cùng một ngôi làng với Cách-tang Gia-mục-thố, Đạt-lại Lạt-ma thứ 7, sinh năm 1708. Năm 1841, Ban-thiền Lạt-ma thứ 7, Palden Tenpai Nyima, đã làm lễ tôn phong, cắt tóc và ban cho ông tên gọi là Khải-châu Gia-mục-thố.
Năm 1842, ông đăng cơ tại cung điện Potala và đến năm 1849, ở tuổi 11, ông được Ban-thiền Lạt-ma thứ bảy tuyên bố bắt đầu tu hành. Ông nắm đầy đủ quyền lực theo thỉnh cầu của chính quyền vào ngày 1 tháng 3 năm 1855. Tuy nhiên, ông đã qua đời chưa đầy một năm sau đó, và trở thành hóa thân Đạt-lại Lạt-ma thứ ba chết khi còn ở tuổi quá trẻ.
"Trong thời kỳ của các Đạt-lại Lạt-ma mệnh ngắn—từ hiện thân thứ 9 đến thứ 12, Ban-thiền Lạt-ma là Lạt-ma cai quản, lấp đầy khoảng trống để do các Đạt-lại Lạt-ma để lại khi họ qua đời sớm."
Ông có viết một cuốn sách thơ, Câu chuyện của khỉ và chim (Bya sprel gyi gtam-rgyud). Đó là một chuyện ngụ ngôn về cuộc chiến tranh vào cuối thế kỷ 18 giữa người Tạng và người Gurkha (tương ứng là "chim" và "khỉ").
Trong giai đoạn Khải-châu Gia-mục-thố sống, chiến tranh tại Ladakh đã làm suy yếu sức mạnh của các vị Lạt-ma trên cao nguyên Thanh-Tạng và Chiến tranh Nha phiến cùng khởi nghĩa Thái Bình Thiên Quốc đã làm suy yếu ảnh hưởng của Trung Quốc đối với Tây Tạng. Vào những năm cuối ông cai trị, người Nepal đã xâm lược Tây Tạng, song đã thất bại trong chiến tranh Nepal-Tây Tạng (1855–1856).
Ông đột ngột qua đời tại cung điện Potala, Lhasa, Tây Tạng vào ngày 31 tháng 1 năm 1856.